# WISE 1506+7027
WISEPC J150649.97+702736.0 (縮寫為 WISE 1506+7027或 WISE J1506+7027)是一顆位於小熊座棕矮星，光譜等級為T6。它是位於小熊座最接近太陽的次恆星之一，距離為16.817光年。 離太陽較近的褐矮星包括盧曼16和WISE 0855−0714。其他可能更接近太陽的褐矮星包括波斯七的兩個伴星，它們位於 11.8 光年處，以及WISE 0350-5658在12.1光年。

## 發現
WISE 1506+7027於2011年透過廣域紅外線巡天探測衛星 (WISE) 波長為 40 厘米（16 英寸）的紅外線中收集的數據發現,其任務從2009年12月持續到2011年2月。 

## 空間運動
WISE 1506+7027每年有大約1,623毫角秒的自行。